# Vigie (métro de Lausanne)
Pour les articles homonymes, voir Vigie (homonymie).
Vigie est une station de métro de la ligne M1 du métro de Lausanne. Initialement appelée Chauderon, elle est située à hauteur du pont Chauderon le long de la rue de la Vigie dans le quartier Centre, à Lausanne, capitale du canton de Vaud. Elle dessert notamment l'ouest du Flon.
Mise en service en 1991, c'est une station, équipée d'ascenseurs, qui est accessible aux personnes à mobilité réduite.

## Situation sur le réseau
Établie à 481 mètres d'altitude, la station Vigie est établie au point kilométrique (PK) 0,500 de la ligne M1 du métro de Lausanne, entre les stations Lausanne-Flon (terminus) et Montelly (direction Renens-Gare) et, la ligne étant à voie unique, elle sert de point de croisement.

## Histoire
Comme toute la ligne, les travaux de construction de la station débutent en 1988 et elle est mise en service le 2 juin 1991, lors de l'ouverture à l'exploitation de la ligne M1. Son nom a pour origine la rue de la Vigie qu'elle longe. C'est une station sur un seul niveau, située à l'extrémité d'un tunnel.
Inaugurée sous le nom Chauderon, elle prend son nom actuel, Vigie, à une date restant à déterminer.

## Service des voyageurs

### Accès et accueil
La station est construite en souterrain à l'extrémité ouest du tunnel du Flon, l'unique tunnel de la ligne, et est accessible soit depuis l'entrée du tunnel (à l'ouest), soit par un escalier (à l'est) depuis la rue de la Vigie. Côté ouest, deux ascenseurs et un escalier permettent d'y accéder depuis le pont Chauderon. Cette configuration ne nécessite pas d'escaliers mécaniques et lui permet d'être accessible aux personnes à mobilité réduite. Elle dispose de deux quais, encadrant les deux voies.

### Desserte
La station Vigie est desservie tous les jours de la semaine, la ligne fonctionnant de 5 h 15 à 0 h 45 du matin (à partir de 5 h 50 les dimanches et fêtes) environ, par l'ensemble des circulations qui parcourent la ligne. Les fréquences varient entre 5 et 15 minutes selon le jour de la semaine,. La station est fermée en dehors des heures de service de la ligne.

### Intermodalité
La station possède une correspondance avec la ligne de bus 17 des transports publics de la région lausannoise.

### Encyclopédie spécialisée
- [DEHA97] Michel Dehanne, Michel Grandguillaume, Gérald Hadorn, Sébastien Jarne, Jean-Louis Rochaix et Annette Rochaix, Voies normales privées du Pays de Vaud, Lausanne, BVA, 1997 (ISBN 2-88125-010-6)